# Чебачок амурський
Чебачок амурський (Pseudorasbora parva) — риба родини пічкурових (Gobionidae).

## Розповсюдження

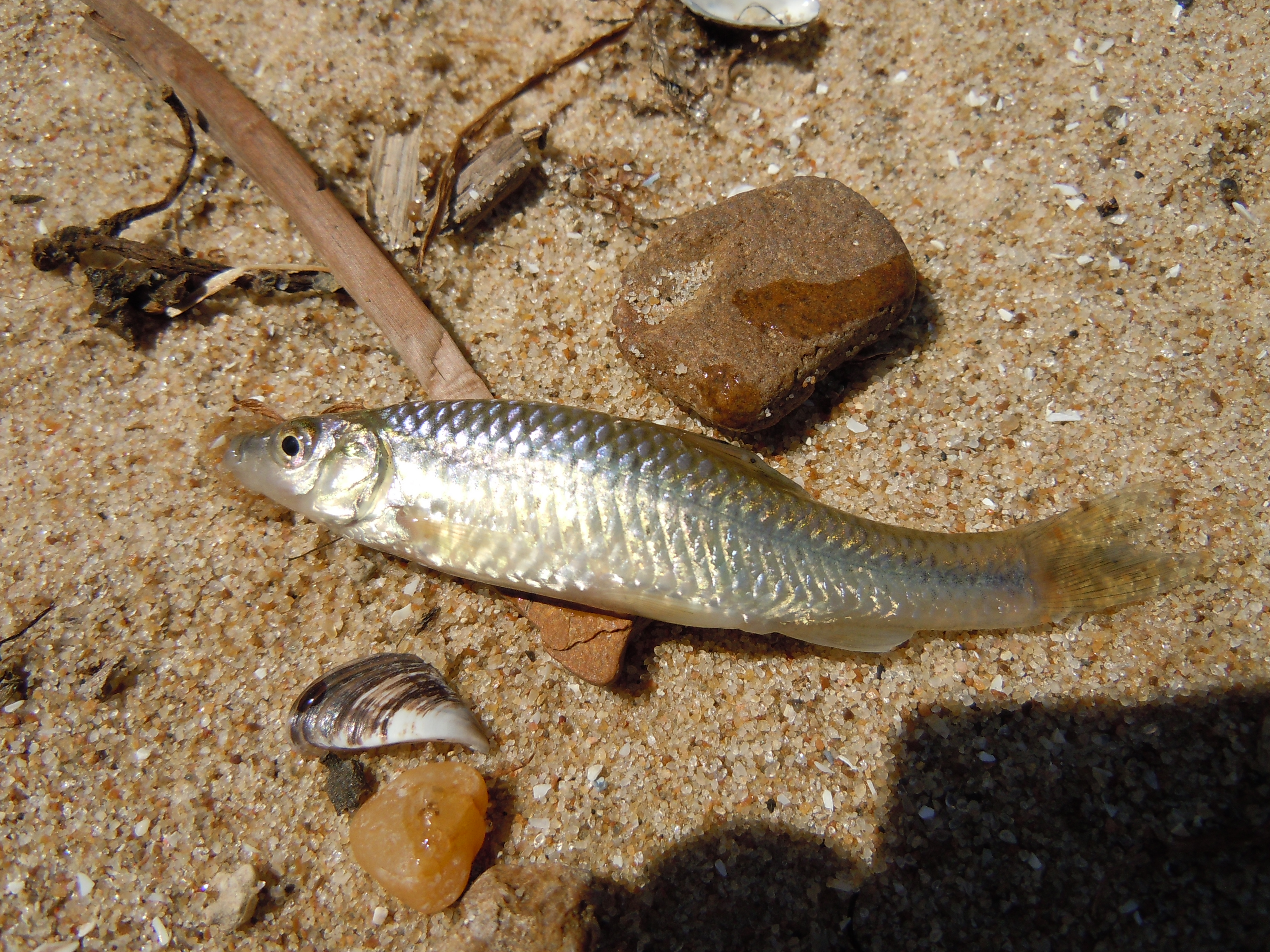
Амурський чебачок з Дністровського лиману

Природний ареал виду охоплює Японію, східну частину Азії, від басейну Амура на півночі, Китай, Корея, до островів Тайвань і Хайнань на півдні; непідтверджені дані з північного В'єтнаму. У ХХ сторіччі був випадково завезений разом із молоддю рослиноїдних риб до водойм України, де успішно акліматизувався та почав розширювати свій ареал. Зараз зустрічається у водосховищах дніпровського каскаду (починаючи з Кременчуцького та нижче за течією), також у Дністрі та Дунаї.

## Будова
Дрібна риба довжиною до 10 см, зазвичай до 8 см. Самці більші за самиць. Тіло витягнуте, голова невелика. Ротовий отвір невеликий, подовжений, верхній. Нижня щелепа довша за верхню. Глоткові зуби однорядні, 5-5. Зяброві тичинки зачаткові, їх 12-14 на першій зябровій дузі. Луска порівняно велика. У бічній лінії 35-40 лусок. Забарвлення сріблясто-жовтувате, молоді особини мають вздовж тіла темну смугу, у дорослих особин по краях лусок розташовані темні плями у вигляді півмісяця. Плавці прозорі.

## Спосіб життя та розмноження
Вид має дуже високу екологічну пластичність, здатний пристосовуватись до несприятливих умов існування. Типовий бентофаг. Живиться детритом, ікрою риб, водними рослинами. Нерест у кілька етапів, з квітня по липень, при температурі води 18-26 °C. Ікра донна, відкладається на тверді предмети (каміння, затонулі гілки тощо). Плодючість 300—3000 ікринок. Самець охороняє кладку. Молодь, що з'явилася, живиться планктоном.

## Значення
Промислового значення не має. У водоймах України є шкідливою рибою через те, що швидко збільшує свою чисельність у водоймах, активно знищує ікру інших видів риб та конкурує з молоддю промислових видів риб за кормову базу. Рибалки називають чебачка «синькою» і не люблять за миттєве об'їдання майже будь-якої м'якої наживки. Рибалки також використовують чебачка як живця для лову хижих видів риб. Крім того, чебачок є об'єктом розведення у акваріумістів.
У Європейському Союзі включено до списку чужорідних інвазійних видів.